# Skärhamn
Skärhamn is de hoofdplaats van de gemeente Tjörn in het landschap Bohuslän en de provincie Västra Götalands län in Zweden. De plaats heeft 3180 inwoners (2005) en een oppervlakte van 242 hectare.